# ويليام إل. إيوينغ
ويليام إل. إيوينغ (بالإنجليزية: William L. Ewing)‏ هو سياسي أمريكي، ولد في 16 مارس 1843 بسانت لويس في الولايات المتحدة، وتوفي في 4 يونيو 1905 بفينسينس في الولايات المتحدة. حزبياً، نشط في الحزب الجمهوري.